# La Commissaire
 (janvier 2025).
Si vous disposez d'ouvrages ou d'articles de référence ou si vous connaissez des sites web de qualité traitant du thème abordé ici, merci de compléter l'article en donnant les références utiles à sa vérifiabilité et en les liant à la section « Notes et références ».
Pour plus de détails, voir Fiche technique et Distribution.
La Commissaire (en russe : Комиссар, Komissar) est un film dramatique soviétique réalisé par Alexandre Askoldov en 1967.
Le visionnage du film étant possible sur internet, le synopsis, la fiche technique et la distribution peuvent être confirmés, infirmés ou modifiés grâce à l'adresse suivante 

## Synopsis
Guerre civile russe : L'Armée rouge pénètre dans une petite ville d'Ukraine qui garde les traces de combats et qui semble vidée de ses habitants. La troupe s'y installe. La commissaire Klavdia Vavilova, après avoir pris un bain, ordonne l'exécution d'un camarade déserteur. Comme elle est enceinte et que l'accouchement est pour bientôt, elle en informe son capitaine et lui explique qu'accaparée par sa fonction, elle n'a pas pu se débarrasser de l'enfant, d'autant plus que le docteur a refusé de l'aider. Le capitaine lui exprime son embarras, car il doit trouver quelqu'un d'aussi "pur et dur" pour la remplacer et qu'il est regrettable qu'elle se trouve dans cette situation, et que cela n'est pas un exemple pour la troupe : on a constaté récemment des signes de laisser aller, de dysfonctionnement. Pour préparer la naissance du bébé, elle est conduite chez le camarade Efim Magazanik, un rétameur juif, père de six enfants, dont le frère a été décapité par l'Ataman Strouk. Malgré les supplications, avoir dit que sa maison était trop petite, qu'il était pauvre, les ordres sont les ordres et une pièce est réquisitionnée pour y installer la commissaire et toute la famille de l'hôte s'entasse dans l'espace restant.
Au fil des jours, au milieu de cette famille très unie, elle découvre un autre monde. Malgré des conditions de vie précaires, elle s'humanise au contact de ces gens généreux, du père qui est heureux de se rendre à son travail, d'où il revient quelquefois éméché, de son épouse qui se confie à elle et qui, malgré les soucis que lui procurent ses six enfants, est pleine de prévenances et d'attentions pour lui rendre la vie plus agréable, de leurs enfants qui l'ont adoptée. Derrière la palissade en planches qui entoure le petit jardin et dans la petite maison, elle oublie la guerre. L'épreuve de l'accouchement la lui remet en mémoire avec la mort au combat du père de l'enfant, Kiril. Maintenant, devenue mère elle découvre la tendresse, le plaisir de tenir un bébé dans ses bras.
Mais les combats se rapprochent, la population se barricade, le canon tonne, les enfants pour qui la guerre était un jeu sont épouvantés.
La commissaire se rend compte que si elle reste avec ses hôtes, bien qu'ils le lui proposent, elle les met en danger de mort. Elle part en leur laissant son enfant, bien qu'une vision prophétique lui montre la famille qui l'a accueillie sera déportée par les nazis, 20 ans plus tard.

## Fiche technique
- Titre français : La Commissaire
- Titre original : Комиссар
- Réalisation : Alexandre Askoldov
- Scénario : Alexandre Askoldov d'après le récit de Vassili Grossman, Dans la ville de Berditchev
- Photographie : Vassili Ginzbourg
- Son : Yevguéni Bazanov, Liya Benevolskaia, Nikolaï Chary
- Montage : Svetlana Liachinskaïa, Natalia Loginova, Nina Vasilieva
- Décors : Sergueï Serebrennikov
- Costumes : Iakov Rivoch
- Musique : Alfred Schnittke
- Production : Studios Maxime Gorki, Mosfilm (Moscou)
- Pays d'origine : Union des républiques socialistes soviétiques
- Langue : russe
- Format : noir et blanc -son mono - 2,35:1
- Genre : Drame, guerre
- Durée : 88 minutes
- Date de sortie : 
  - URSS : 15 juillet au Festival international du film de Moscou 1987

## Distribution
- Nonna Mordioukova : la commissaire Klavdia Vavilova
- Marta Bratkova
- Rolan Bykov : Efim Magazanik
- Raïssa Nedachkovskaïa : Maria Magazanik, femme d'Efim
- Lioudmila Volynskaïa : la grand-mère Magazanik
- Victor Chakhov : Emeline, déserteur
- Vassili Choukchine : le capitaine Kozyrev
- Otar Koberidze : père de l'enfant de Klavdia
- Valeri Ryjakov : cadet
- Igor Fichmann
- Lioubov Kats
- Dimitri Kleymann
- Pavel Levine
- Sergueï Nikonenko
- Léonid Reoutov

## Distinctions
- Au Festival international du film de Berlin en 1988
  - Prix FIPRESCI de la Berlinale , (Fédération internationale des critiques de films).
  - Ours d'argent, prix spécial du jury.
  - Récompense de l'OCIC , (Organisation catholique internationale du cinéma et de l'audiovisuel)
  - Interfilm Award-Otto Dibelius Film Award
  - Nomination pour l'Ours d'or
- Au Festival international du film de Flandre-Gand en 1988
  - Prix du meilleur réalisateur.
- Académie Russe des Sciences et des Arts cinématographiques à Moscou en 1988
  - Nika à Alfred Schnittke pour la meilleure musique.
  - Nika à Vassili Ginzbourg pour la meilleure photographie.
  - Nika du meilleur acteur à Rolan Bykov.
  - Nika du meilleur second rôle à Raïssa Nedachkovskaïa.
- Académie Russe des Sciences et des Arts cinématographiques à Moscou en 1989
  - Nomination pour le Nika à Alexandre Askoldov en tant que meilleur réalisateur.
  - Nomination pour le Nika du meilleur film.
  - Nomination de Nonna Mordioukova pour le Nika de la meilleure actrice.

## Analyse
C'est le seul film soviétique entre 1945 et 1990 qui évoque clairement la vie des Juifs en Russie.
Cécile Vaissié, docteure en sciences politiques et professeure en études russes et soviétiques à l'Université Rennes-II, donne dans le livre Politiques - Communisme 70-71 - Nouvelles archives soviétiques et renouveau historiographique, dans un article ayant pour titre « La non-existence, punition des artistes soviétiques non conformes » et  pour sous-titre « Le cas d'Alexandre Askoldov et de son film, La Commissaire », des informations sur les avatars de la création de ce film en prise avec la bureaucratie soviétique. Sur les quinze pages de l'article, de la page 245 à la page 259, quelques-unes racontent le film et exposent ce qui devait poser problème à la censure.

## DVD
- Éditions Montparnasse, 2013